# Bahnhof Leiferde (Braunschweig)
Leiferde (Braunschweig) ist ein ehemaliger Bahnhof und eine heutige Abzweigstelle im Braunschweiger Stadtteil Leiferde zur Trennung der Bahnstrecke Leiferde–Salzgitter-Bad von der Bahnstrecke Braunschweig–Bad Harzburg.
Im Jahr 2019 begann der Regionalverband Großraum Braunschweig die Vorbereitungen zur Reaktivierung des Bahnhofs. Der Name dieses Bahnhofs wird Braunschweig-Leiferde sein.

## Geschichte
Die Bahnstrecke zwischen Braunschweig und Wolfenbüttel wurde am 1. Dezember 1838 von der Herzoglich Braunschweigischen Staatseisenbahn eröffnet. Der erste Haltepunkt Leiferde wurde am 15. Mai 1839 eröffnet und befand sich etwa 250 Meter südlich vom heutigen Leiferder Ortsrand. Der Gastwirt Conrad Röver betrieb am Thieder Lindenberg eine Gaststätte und setzte sich wirksam für den historischen Standort ein. Am Tag der Eröffnung hatten die Gäste an diesem Tag die Möglichkeit, festlich mit Pferdewagen und Musik zu seiner Gaststätte gebracht zu werden. Der Haltepunkt wurde vor 1900 an die Bahnhofstraße verlegt.
1942 wurde die Bahnstrecke nach Salzgitter-Bad zunächst bis zum Bahnhof Salzgitter-Drütte eröffnet. Zeitgleich wurde 1940 der Bau der Brücke Schenkendamm begonnen und kriegsbedingt erst 1962 fertiggestellt. Der unmittelbar nördlich liegende Bahnübergang wurde im selben Jahr aufgelassen.
Der Personenverkehr am Bahnhof wurde im Jahr 1974 eingestellt und der Bahnhof zu einer Abzweigstelle zurückgebaut. Das mechanische Stellwerk der Bauform Einheit wurde 1978 durch ein Relaisstellwerk ersetzt. Das Empfangsgebäude an der Bahnhofstraße wurde 1979 durch den VfL Leiferde übernommen und als Vereinsheim umgenutzt.
2014 wurde durch den Verein Braunschweigische Landschaft eine Informationstafel am Standort des 1839 eröffneten Haltepunkts eröffnet.

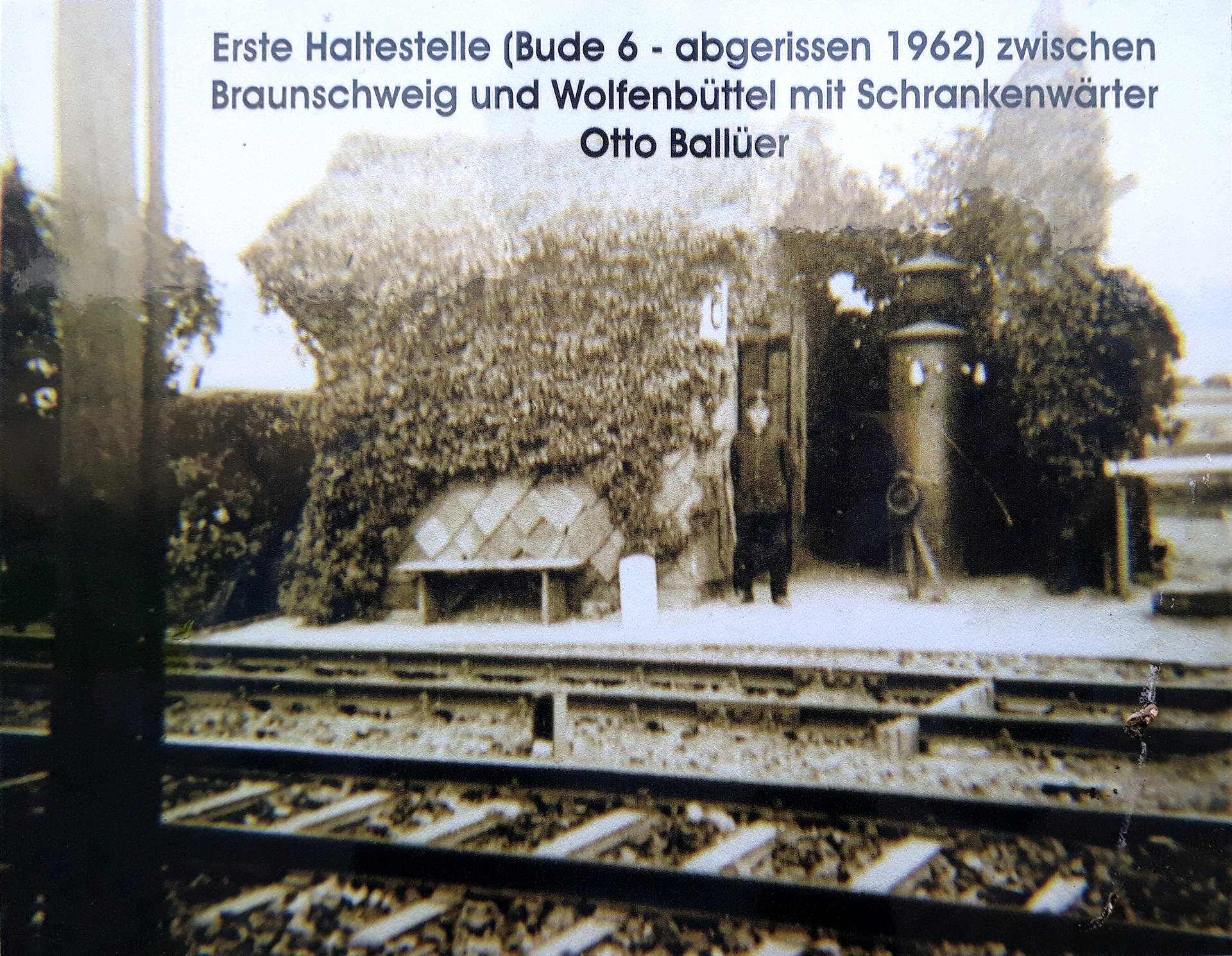
Schrankenwärter am Bahnübergang des 1839 eröffneten Haltepunkts
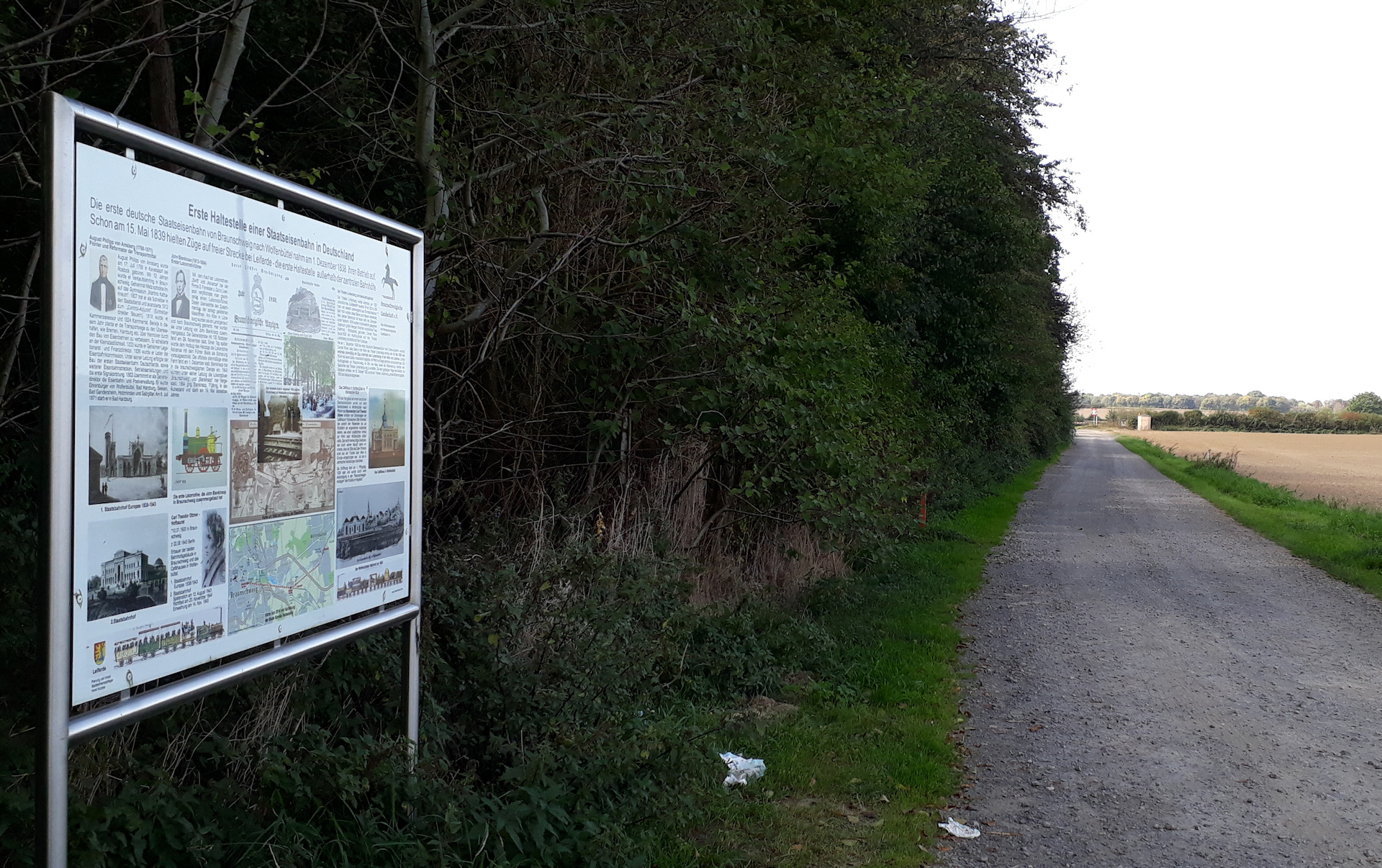
Informationstafel der Braunschweigischen Landschaft, 2020

### Fehlgeschlagene Reaktivierungsversuche
Der Nahverkehrsplan 2008 des Zweckverbands Großraum Braunschweig (heute: Regionalverband Großraum Braunschweig) sah die Errichtung eines Bahnhofs Braunschweig-Leiferde im Rahmen der RegioStadtBahn Braunschweig vor. Die Planung der RegioStadtBahn und der Reaktivierung wurde nach 2010 allerdings eingestellt.

### Reaktivierung
Die DB Station&Service initiierte im Jahr 2015 die Stationsoffensive. Im Gebiet des Zweckverbands Großraum Braunschweig (später: Regionalverband Großraum Braunschweig) wurde die verkehrlich und betrieblich sinnvolle Reaktivierbarkeit stillgelegter Stationen untersucht. In diesem Zusammenhang wurde die Reaktivierung des Bahnhofs Leiferde (Braunschweig) als sinnvoll bewertet. Der Name der Betriebsstation lautet in späteren Veröffentlichungen Braunschweig-Leiferde.
Im Jahr 2019 begannen die Planungen zur Reaktivierung. Der Bau ist (Stand: 2022) für das Jahr 2026 vorgesehen. Vorgesehen sind jeweils zwei Bahnsteige an den Bahnstrecken nach Wolfenbüttel und Salzgitter-Bad. Die 1963 errichtete Unterführung Bahnhofstraße/Thiedebacher Weg muss abgerissen und mit größerer Breite neu gebaut werden.
Noch unklar ist die Errichtung einer Mobilitätsstation am Bahnhof. Die Planungen hierzu obliegen der Stadt Braunschweig.
| Linie    | Linienverlauf                                                                  | Takt (min) |
| -------- | ------------------------------------------------------------------------------ | ---------- |
| RB 42/43 | Braunschweig – BS-Leiferde – Wolfenbüttel – Vienenburg – Bad Harzburg / Goslar | 060        |
| RB 44    | Braunschweig – BS-Leiferde – Salzgitter-Lebenstedt                             | 030        |
| RB 45    | Braunschweig – BS-Leiferde – Wolfenbüttel – Schöppenstedt                      | 060        |